# Trần Đồng
Trần Đồng ( tiếng Trung :陈桐; bính âm : Chén Tóng ) là một nhân vật xuất hiện trong tiểu thuyết cổ điển nổi tiếng Trung Quốc Phong Thần Diễn Nghĩa.
Trần Đồng là quan tổng binh của ải Đồng Quan và đã giữ chức vụ này trong vài năm. Trần Đồng dường như có mối hận thù sâu sắc với Võ Thành Vương Hoàng Phi Hổ , vì Hoàng Phi Hổ đã cố gắng xử tử Trần Đông sau khi anh ta liên tục phạm tội. Khi Hoàng Phi Hổ phản Trụ lên đường đến Tây Kỳ, Hoàng Phi Hổ đã đến ải Đồng Quan của Trần Đồng và cuối cùng bị giết chết bởi một vũ khí mạnh của anh ta, gọi là Hỏa Long Phiêu. Châu Kỷ, một trong bốn tướng mạnh nhất của Hoàng Phi Hổ, cũng bị thương bởi Hỏa Long Phiêu. Sau khi Hoàng Phi Hổ được Hoàng Thiên Hóa chữa khỏi trong đêm, Trần Đồng sau đó dẫn quân đến khiêu chiến, quyết bắt được Hoàng Phi Hổ . Sau khi nhận ra Hoàng Phi Hổ còn sống sót , Trần Đồng lao vào anh ta và đấu tay đôi. Trần Đồng khi nhận ra mình không đủ năng lực, anh ta bỏ chạy trong khi phóng Hỏa Long Phiêu vào Hoàng Phi Hổ. Hỏa Long Phiêu lần này không có tác dụng, do khả năng phủ định của Hoàng Thiên Hóa. Vì thế, Hoàng Thiên Hóa phóng ra Bất Ác kiếm, Trần Đồng lập tức ngã ngựa, chết. Trần Đồng được phong làm vị thần của Đẩu bộ, được gọi là Thiên La Tinh (天罗星).